# Mario Casanuova Jerserinch
Mario Casanuova Jerserinch (L'Aquila, 9 luglio 1867 – Cordignano, 21 novembre 1949) è stato un ammiraglio e politico italiano, distintosi come ufficiale durante la guerra d'Abissinia, la rivolta dei Boxer e la guerra italo-turca. Nel corso della Grande Guerra fu comandante della 2ª Divisione, alzando la sua insegna sulla nave da battaglia Vittorio Emanuele, e successivamente assunse l'incarico di comandante della Divisione dell'Alto Adriatico. Promosso viceammiraglio nel 1918 fu al comando della piazza marittima di Venezia, e dopo la fine del conflitto cercò, vanamente, di costringere le unità della Regia Marina che si erano unite a D'Annunzio nell'impresa di Fiume a ritornare nei ranghi della marina. Ricoprì l'incarico di Senatore del Regno d'Italia dal 2 marzo 1929 al 30 agosto 1945.

## Biografia
Nacque a l'Aquila degli Abruzzi il 9 luglio 1867, figlio del colonnello del Regio Esercito Ulisse Casanuova Ierserinch e della signora Matilde Giulia Capponi. Nel 1879 entrò come allievo nella Scuola di Marina di Napoli, e poi, nel 1881, iniziò a frequentare la Regia Accademia Navale di Livorno venendo promosso guardiamarina il 6 luglio 1884. 
Prese parte alla campagna d'Africa (1887-1891) a bordo della cannoniera a elica Cariddi, della fregata a elica Garibaldi e della goletta Palinuro. Promosso sottotenente di vascello il 23 ottobre 1886, divenne tenente di vascello il 25 ottobre 1889 e comandò diverse torpediniere. In particolare durante la missione in Estremo Oriente dell'estate del 1900 venne impegnato nelle operazioni di trasporto e di sbarco del Corpo di spedizione, e fu comandante militare del piroscafo noleggiato Singapore. Divenuto capitano di corvetta il 22 novembre 1900, imbarcato a bordo dell'incrociatore corazzato Vettor Pisani partecipò alla campagna dell'Estremo Oriente (1900-1902). Assegnato poi al Distaccamento della Regia Marina in Cina, tra l'aprile 1901 e il settembre 1902 ricoprì l'incarico di membro del Governo Provvisorio di Tientsin. Capitano di fregata il 16 aprile 1905, tra quella data e il 1907 fu comandante di squadriglie di sommergibili, e successivamente degli arieti-torpediniere Elba e Calabria. In servizio su quest'ultima unità effettuò la circumnavigazione del globo terrestre. Promosso capitano di vascello il 5 febbraio 1911, dopo lo scoppio della guerra italo-turca si distinse al comando dell'incrociatore corazzato Pisa durante l'attacco ai forti esterni dello stretto dei Dardanelli e nell'occupazione delle isole del Dodecaneso, e per questo fatto fu insignito del titolo di Commendatore dell'Ordine dei Santi Maurizio e Lazzaro.
Promosso contrammiraglio, all'atto dell'entrata in guerra del Regno d'Italia, avvenuta il 24 maggio 1915, si trovava in servizio presso il Ministero della marina a Roma con il ruolo di Ispettore dei sommergibili e dell'aviazione. Poco dopo assunse il comando della 2ª Divisione alzando la sua insegna sulla nave da battaglia Vittorio Emanuele, e successivamente assunse l'incarico di comandante della Divisione dell'Alto Adriatico, partecipando a numerose missioni belliche a bordo dei cacciatorpediniere aggregati alla divisione, tanto da meritarsi una medaglia d'argento al valor militare.
Il 10 marzo 1918 fu elevato al rango di viceammiraglio, assumendo il comando della piazza marittima di Venezia. Il 14 settembre 1919 si recò a bordo del cacciatorpediniere Francesco Stocco, che navigava col similare Giuseppe Sartori, a Fiume per ripristinare l’ordine tra le unità italiane dislocate nella città, dopo che parte degli equipaggi di alcune navi si erano ammutinati unendosi ai rivoltosi, guidati da Gabriele D'Annunzio, che avevano occupato Fiume proclamando la Reggenza del Carnaro. Appena sbarcato ad Abbazia il 14 settembre si recò subito sulla corazzata Dante Alighieri, la nave più importante in mano ai rivoltosi,  ordinando la sua immediata partenza. Fu allora convocato dallo stesso D'Annunzio al Palazzo del Governo, e dopo un tempestoso colloquio posto dallo stesso agli arresti, seppure trattato con tutti i riguardi. D'Annunzio gli restituì la “libertà formale” dopo che egli ammise di considerarsi prigioniero. La sua prigionia non fu lunga, anche se il 17 settembre, l’ammiraglio Lorenzo Cusani-Visconti, comandante della piazzaforte di Pola, principale base navale italiana nei territori occupati, intimava a D'Annunzio di rilasciarlo.
Nel 1920 fu posto in posizione ausiliaria per raggiunti limiti di età. Il 16 settembre 1926 fu nominato ammiraglio di squadra.
Con Regio Decreto di Concessione 29 luglio 1927 lui e il fratello Arturo ottennero il titolo nobiliare. Nominato Senatore del Regno il 2 marzo 1929, in quanto fautore del fascismo, venne deferito il 7 agosto 1944 e dichiarato decaduto dalla carica il 30 agosto 1945. Come senatore è stato membro della Commissione per il giudizio dell’Alta Corte di Giustizia (12 novembre 1931-19 gennaio 1934) e della Commissione degli affari dell’Africa Italiana (17 aprile 1939-5 agosto 1943). Posto in congedo assoluti il 9 luglio 1936, muore a Cordignano il 21 novembre 1949. 
Aveva sposato Margherita Brandolini d'Adda, figlia del senatore Annibale Brandolini. La sua divisa è conservata presso il Museo storico italiano della guerra di Rovereto, Trento.

### L'azione di Cortellazzo
Il 16 novembre 1917 l'Imperiale e regio esercito austro-ungarico, nel pieno dell'avanzata seguita all'esito positivo della battaglia di Caporetto, era giunto nelle vicinanze della città di Venezia. Il piano operativo prevedeva lo sfondamento delle linee italiane lungo la strada costiera, accerchiando così lo schieramento italiano dal Piave al Monte Grappa e distruggere definitivamente il Regio Esercito. Data la portata dell'impresa il comando della k.u.k. Kriegsmarine fece uscire in mare da Pola le navi da battaglia Wien e Budapest, scortate, oltre che dagli idrovolanti, da 13 torpediniere. Giunte in prossimità di Cortellazzo le corazzate austriache aprirono il fuoco, alle 10.45, contro la Batteria navale 001 "Bordigioni", dotata di quattro cannoni da 152/40, sita a Cortellazzo, all'ala estrema dello schieramento italiano sul basso Piave e punto più avanzato dello schieramento difensivo veneziano. Tale batteria era al comando del tenente di vascello Bruno Bordigioni. Le navi austriache aprirono il fuoco con i cannoni da 240 e 150 mm dapprima da circa 9.000 metri, serrando poi la distanza fino a 6.500 metri. La Batteria 001 resistette sotto il bombardamento dei grossi calibri nemici danneggiando, col proprio preciso tiro, le due corazzate austro-ungariche. Il Wien incassò complessivamente sette colpi nell'opera morta, mentre la Budapest fu colpita sotto la linea di galleggiamento da un proiettile, oltre che da numerose schegge di altri colpi caduti vicino, che aprirono diverse vie d'acqua nello scafo.
Contemporaneamente gli idrocaccia della Regia Marina giunti a supporto, ingaggiarono combattimento con i velivoli nemici, mentre i MAS 9, 13 e 15, al comando del capitano di fregata Costanzo Ciano, e una squadriglia di cacciatorpediniere, al comando del capitano di corvetta Domenico Cavagnari, attaccarono la divisione navale austro-ungarica. L’arrivo sulla scena del combattimento delle corazzate Ammiraglio di Saint Bon ed Emanuele Filiberto, uscite da Venezia agli ordini del contrammiraglio Casanuova, convinse il comandante nemico ad invertire la rotta, e le unità austro-ungariche rientrarono nella rada di Pola forzando le macchine.

### Annotazioni
1. ↑  Tale governo fu insediato dalla potenze vincitrici che detenevano concessioni a Tientsin: Austria-Ungheria, Francia, Germania, Giappone, Gran Bretagna, Italia e Russia.
2. ↑  Si trattava della corazzata Dante Alighieri, dell'esploratore Carlo Mirabello, e dei cacciatorpediniere Francesco Nullo e Giuseppe Cesare Abba.

### Fonti
1. 1 2 3 4 5 6 7 8 9 10 11 12 13  Alberini, Prosperini 2016, p. 128.
2. 1 2 3 4 5 6 7 8  Regia nave Calabria.
3. 1 2 3 4  Fiume.
4. 1 2 3 4 5 6 7 8 9 10  Marina Difesa.